# Ricardo Rodríguez Suárez
Ricardo Rodríguez Suárez (født 3. april 1974) er en tidligere spansk fodboldspiller og træner.